# Papillaria flaccidula
Papillaria flaccidula là một loài Rêu trong họ Meteoriaceae. Loài này được Cardot mô tả khoa học đầu tiên năm 1915.